# Tyrell Richard
Tyrell Richard (* 4. August 1997) ist ein ehemaliger US-amerikanischer Leichtathlet, der sich auf den Sprint spezialisiert hat. Seinen größten sportlichen Erfolg feierte er im Jahr 2019 mit dem Gewinn der Goldmedaillen in der 4-mal-400-Meter-Staffel und der Mixed-Staffel bei den Weltmeisterschaften in Doha.

## Sportliche Laufbahn
Tyrell Richard wuchs in South Carolina auf und studierte an der South Carolina State University. 2019 wurde er NCAA-College-Hallenmeister im 400-Meter-Lauf und dank seiner guten Leistungen erhielt er einen Platz im US-Aufgebot für die Weltmeisterschaften in Doha. Dort kam er in der 4-mal-400-Meter-Staffel sowie in der Mixed-Staffel jeweils im Vorlauf zum Einsatz und trug damit jeweils zum Gewinn der Goldmedaille bei. In den folgenden beiden Jahren konnte er nicht mehr an seine Leistungen anknüpfen und beendete dann im Frühjahr 2021 seine aktive sportliche Karriere im Alter von 23 Jahren.

## Persönliche Bestzeiten
- 200 Meter: 20,57 s (+0,4 m/s), 3. Mai 2018 in Greensboro
  - 200 Meter (Halle): 20,95 s, 2. Februar 2019 in Columbia
- 400 Meter: 44,70 s, 6. Juni 2018 in Eugene
  - 400 Meter (Halle): 44,82 s, 9. März 2019 in Birmingham